# Folketingskandidat
En folketingskandidat er en person, der (typisk af en kredsforening i et politisk parti) er udpeget til at opstille til Folketinget for partiet i den pågældende kreds.
Typisk har hvert parti en kandidat i hver af landets 92 valgkredse, men særligt mindre partier som Enhedslisten og Det Radikale Venstre lader ofte kandidater opstille i flere kredse, således at chancen for at opnå valg øges.
Ifølge folketingsvalgloven skal folketingskandidater godkendes af det pågældende partis kompetente organ, typisk hovedbestyrelsen.